# Abbaye Santa Maria Arabona
L'abbaye Santa Maria Arabona est une ancienne abbaye cistercienne, située en Italie, dans la commune de Manoppello (Abruzzes, province de Pescara).

## Histoire

### Origines et développement

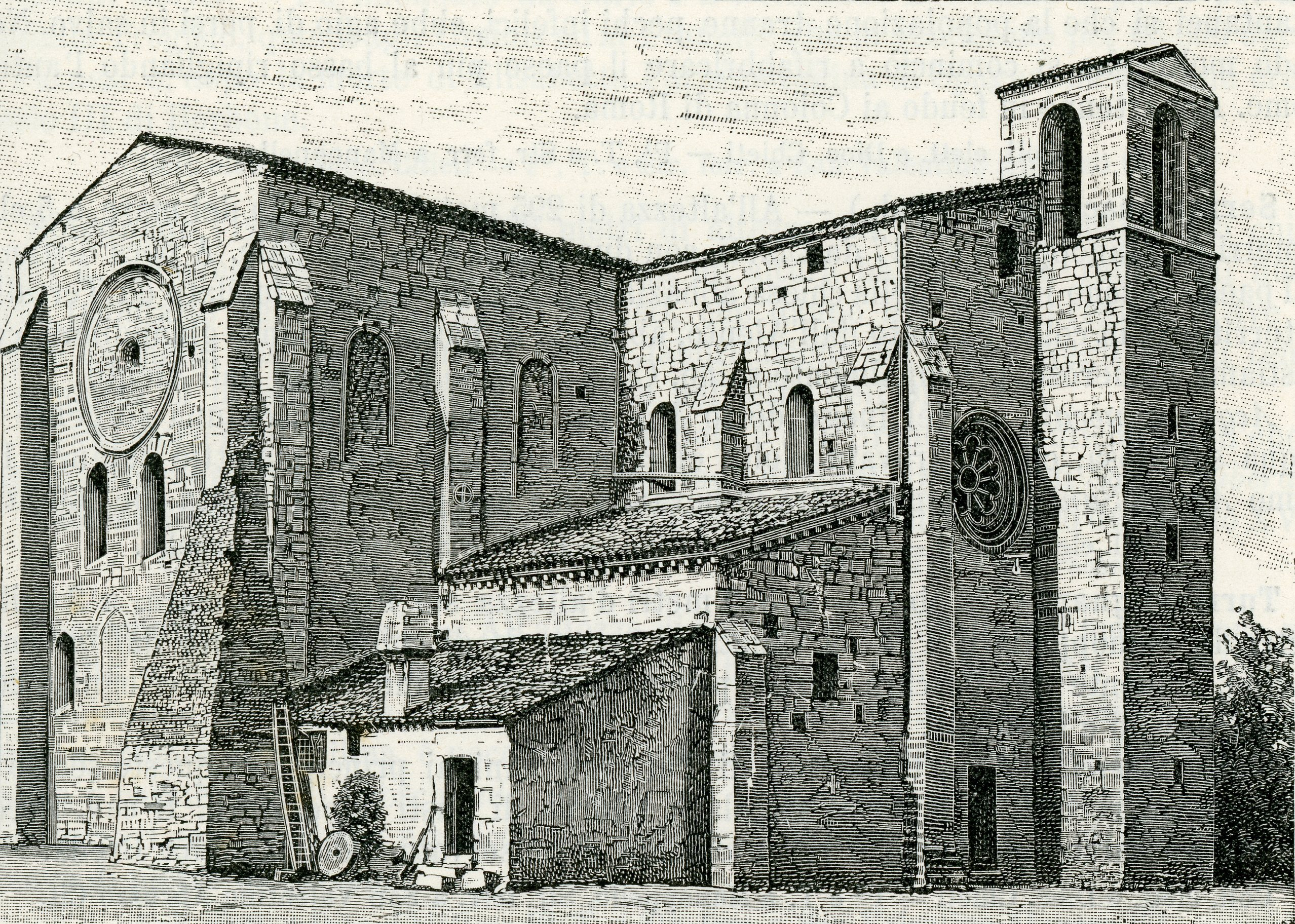
Santa Maria Arabona dans un dessin du XIXe siècle de Strafforello Gustavo (1899).

Le nom complet est Sancta Mariae de Ara Bona, qui, selon certains, provient de la caractéristique salubre du territoire, de l'esplanade (aia) sur laquelle elle s'élève. Située sur une zone au sommet d'une colline d'où l'on domine une partie de la vallée du Pescara, elle se dresse sur les vestiges d'un temple païen romain dédié au culte de la Bona Dea (et peut-être que le terme "Arabona" dérive de cela, du latin ara "autel" et Bona "Bona Dea"), qui fut détruit. Les moines cisterciens commencèrent en 1197 la réalisation de l'abbaye en réutilisant une partie des matériaux de l'ancien temple et consacrèrent l'église abbatiale en construction à la Vierge Marie. Il est encore possible de remarquer certaines structures et pierres de l'ancien temple romain.
L'hypothèse d'un lieu salubre pour l'édification en 1209 est à exclure, puisque les Cisterciens privilégiaient des lieux isolés, à assainir par le travail et la prière, pour les rendre adaptés à leur établissement. L'abbaye resta inachevée pendant sa construction, elle fut la deuxième en Abruzzes à appartenir à l'Ordre Cistercien, après l'abbaye de Santa Maria di Casanova à Civitella Casanova, fondée une dizaine d'années plus tôt à la demande des Comtes de Loreto Aprutino. Le système cistercien de Santa Maria d'Arabona reprend le modèle de l'abbaye de Cluny en France, suivant la règle de Saint Bernard de Clairvaux. En Italie, diverses "abbayes filles" de la mère à Citeaux, celle de Manoppello dérive de la ligne de Clairvaux, c'est-à-dire Chiaravalle, et fut fondée par des moines provenant de l'abbaye de Sant'Anastasio de Rome, c'est-à-dire de l'abbaye de Tre Fontane, qui avaient reçu en don le sommet de la colline au-dessus de la rivière Aterno.
La communauté de Sant'Anastasio dépendait de Clairvaux et donna naissance à sept abbayes "filles", à savoir San Benedetto de Silva, l'abbaye de Casanova (opérative de 1191 à 1807), l'abbaye d'Arabona (1209-1587), Santa Maria de Caritate de Sylva, Sant'Agostino di Montalto (1215), l'abbaye de Palazzolo (1244-1398) et Santa Maria di Ponza (1246). Au XIIIe siècle, l'abbaye joua immédiatement un rôle central dans la vallée de la rivière Aterno-Pescara, et acquit divers pouvoirs par l'intermédiaire des Angevins, entrant même à administrer la célèbre abbaye de Saint-Clément de Casauria, de l'ordre Bénédictin. En 1412, les moines quittèrent Arabona, qui fut occupée par le Comte de Ferrara ; en 1587, le pape Sixte V décida de la confier aux moines conventuels de la Basilique des Saints-Apôtres de Rome, pour la restaurer après sa dégradation. Enfin, l'abbaye passa aux Barons Zambra de Chieti.

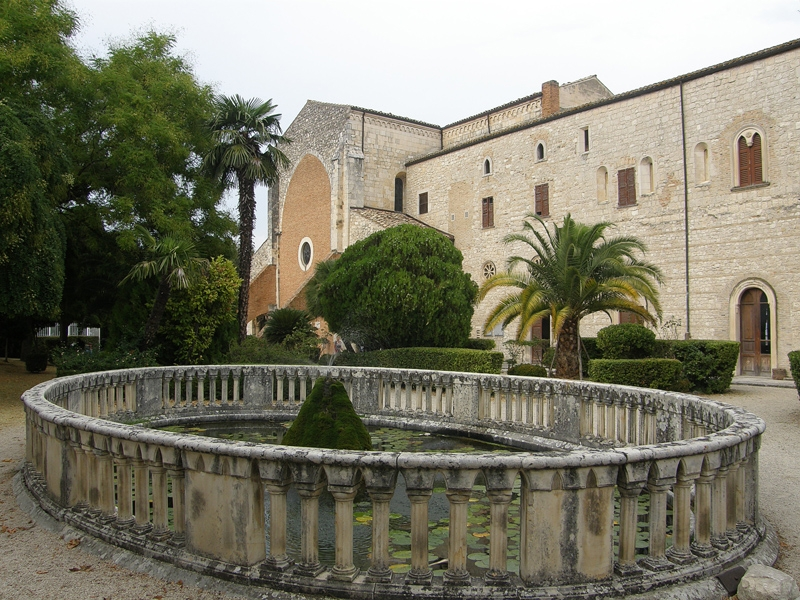
Détail de l'entrée principale et du palais des Cisterciens

Santa Maria d'Arabona eut une abbaye fille : Santa Maria dello Sterpeto, en Pouilles près de Barletta, fondée en 1259, mais qui eut une existence brève. La même abbaye de Manoppello, comme en témoigne l'architecture elle-même, rencontra des problèmes dès sa fondation, étant donné que le projet monumental de construction fut modifié plusieurs fois, restant inachevé lorsque la première travée devait être construite, ne voyant que l'abside et le transept achevés. Lorsque les moines cisterciens quittèrent le site en 1587, l'abbaye fille en Pouilles était déjà fermée depuis 1374. Pendant la guerre entre les Hongrois et les Angevins, l'abbaye des Pouilles fut réduite à une grange ; en 1374, elle ne figure plus comme abbaye, même si la chapelle fut fréquentée jusqu'au XVIIIe siècle par la population locale.

### De la décadence à la restauration
L'abbaye déclina avec les suppressions napoléoniennes de 1809, puis avec celles des Piémontais en 1867. Sur un dessin de 1899, on distingue clairement l'absence des rosaces, tombées en raison des intempéries ou de la négligence, et remplacées par des oculi de fenêtres murées.
Au début des années cinquante, l'abbaye fut restaurée, et la réouverture au culte eut lieu le 25 septembre 1952 en présence du Président de la République italienne Luigi Einaudi.
La famille Zambra, propriétaire de l'abbaye depuis 1799, après la mort de leur fils unique Dino Zambra, survenue le 3 janvier 1944 pendant la Seconde Guerre mondiale, en fit don en 1968 à la congrégation des Salésiens.
Depuis 1998, l'abbaye est sous le contrôle direct de l'Archidiocèse de Chieti-Vasto.

## L'abbaye

### Extérieur

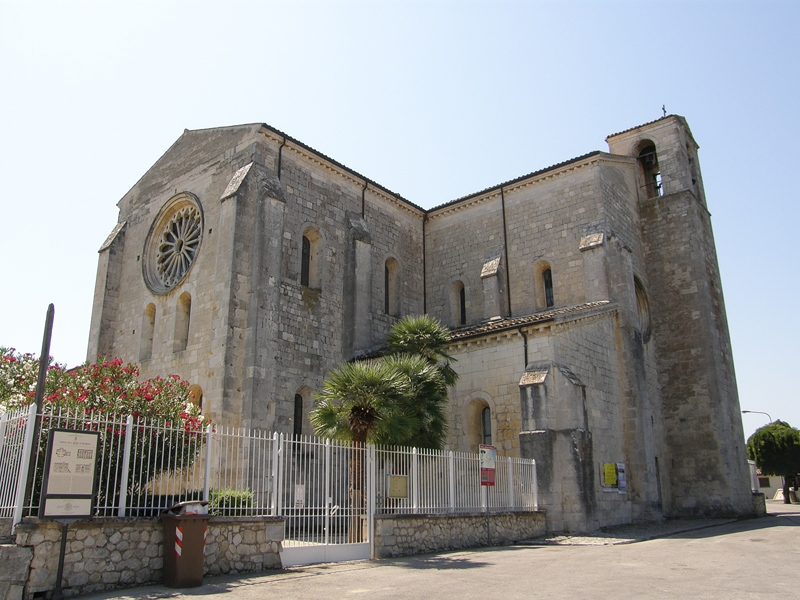
Vue du bras nord-est du transept, et de la partie arrangée avec le clocher inséré

La stratification du style clunisien avec celui cistercien résulte de la deuxième phase de travaux effectuée après le tremblement de terre de 1349, qui ne furent jamais achevés. La masse au profil géométrique rigoureux de l'église s'impose sur le paysage ; l'interruption des travaux dans la première travée de la nef a donné à l'église l'apparence trompeuse d'un plan central, tandis que la façade d'origine devait être un corps longitudinal à trois nefs, en ligne avec le "plan bernardin", conçu par Bernard de Clairvaux en 1133 pour de tels monastères.
Le plan prévoyait un transept saillant par rapport au corps longitudinal et la terminaison plate du chœur dont les côtés sont flanqués de chapelles. Le modèle ne suivait pas scrupuleusement celui de Saint Bernard pour les églises cisterciennes, mais s'adapta aux exigences et aux circonstances territoriales en ce qui concerne les côtés du chœur avec déambulatoire et la nef avec fenêtres, la voûte en berceau et en croisée d'ogives. En effet, le modèle de Saint Bernard subit des modifications au cours des travaux, prenant des expressions gothiques : l'église devait ainsi avoir, dans la nouvelle conception, une forme de croix grecque, avec un chevet composé de deux travées de profondeurs différentes, et de 5 fenêtres disposées sur deux niveaux dans une configuration pyramidale typique. Cependant, les travaux furent à nouveau interrompus, et le clocher, qui devait à l'origine être au centre du plan en croix, fut déplacé sur l'un des côtés, et la rosace, quatre par côté, fut altérée et déplacée hors axe.

### Intérieur

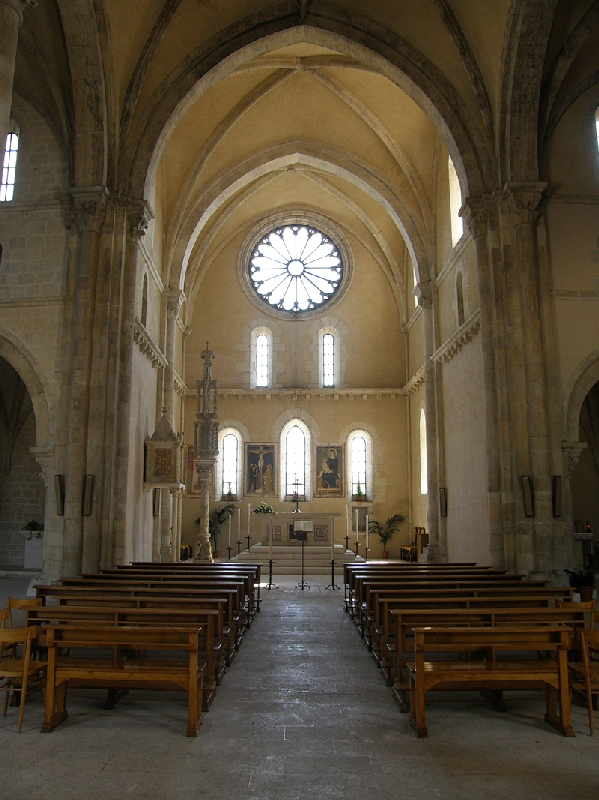
Intérieur, l'autel

Les nefs latérales soutiennent l'ensemble de la voûte, et les autels sont disposés le long du transept. L'intérieur est également caractérisé par la présence des nervures qui donnent de l'élan aux volumes et soulignent les arcs et les voûtes.
Au milieu d'un espace sobre et linéaire, la richesse du mobilier se distingue, composée du tabernacle et du chandelier.
Le tabernacle est constitué d'une édicule gothique finement travaillée, appuyée contre le mur ; le cierge s'élève avec une légèreté aérienne sur une fine colonne, soutenue par deux chiens et un lion rampant.
Trois fresques signées par Antonio Martini di Atri et datées de 1377 décorent le mur du chœur et représentent, dans l'ordre, une Sainte couronnée, une Crucifixion et une Vierge en trône avec l'Enfant, qui tient à son tour un petit chien blanc dans ses mains.
À l'intérieur de l'abbaye se trouve une chapelle dédiée à l'Ordre équestre du Saint-Sépulcre de Jérusalem, utilisée par la "Section Abruzzes et Molise" de l'ordre.

#### Le chandelier

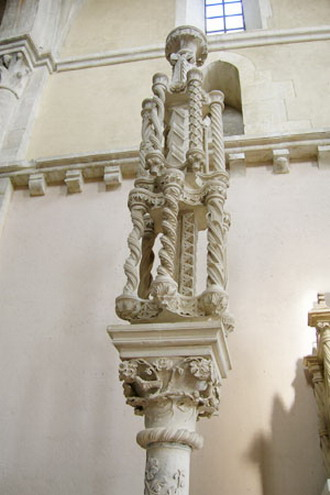
Le chandelier où est placé le cierge pascal

Le chandelier pour le cierge pascal a été réalisé au XIIIe-XIVe siècle, il est principalement constitué d'une colonne représentant Jésus ; autour de celle-ci s'enroule une vigne, symbole des fidèles qui puisent leur nourriture dans l'eucharistie, qui se termine dans un chapiteau décoré de ses feuilles.
L'ensemble repose sur une base carrée sur laquelle quelques animaux (deux chiens et un lion – le second est manquant) attaquent les racines de la vigne : ils représentent les hérésies, qui menacent la foi et les chrétiens.
Le chapiteau est surmonté de douze colonnettes (représentant les douze apôtres) disposées sur une base hexagonale en deux niveaux. Le chandelier se termine enfin par une colonne décorée de palmettes où est placé le cierge béni le Samedi saint.

#### Le tabernacle
Le tabernacle est presque accolé au mur du côté gauche du chœur et est soutenu par deux colonnettes de l'autre côté.
Il est basé sur une structure en parallélépipède ; les arêtes sont décorées de colonnettes finement travaillées avec des motifs entrelacés, tandis que les faces sont ornées de motifs floraux.
La partie supérieure, endommagée, est surmontée de deux petites flèches.

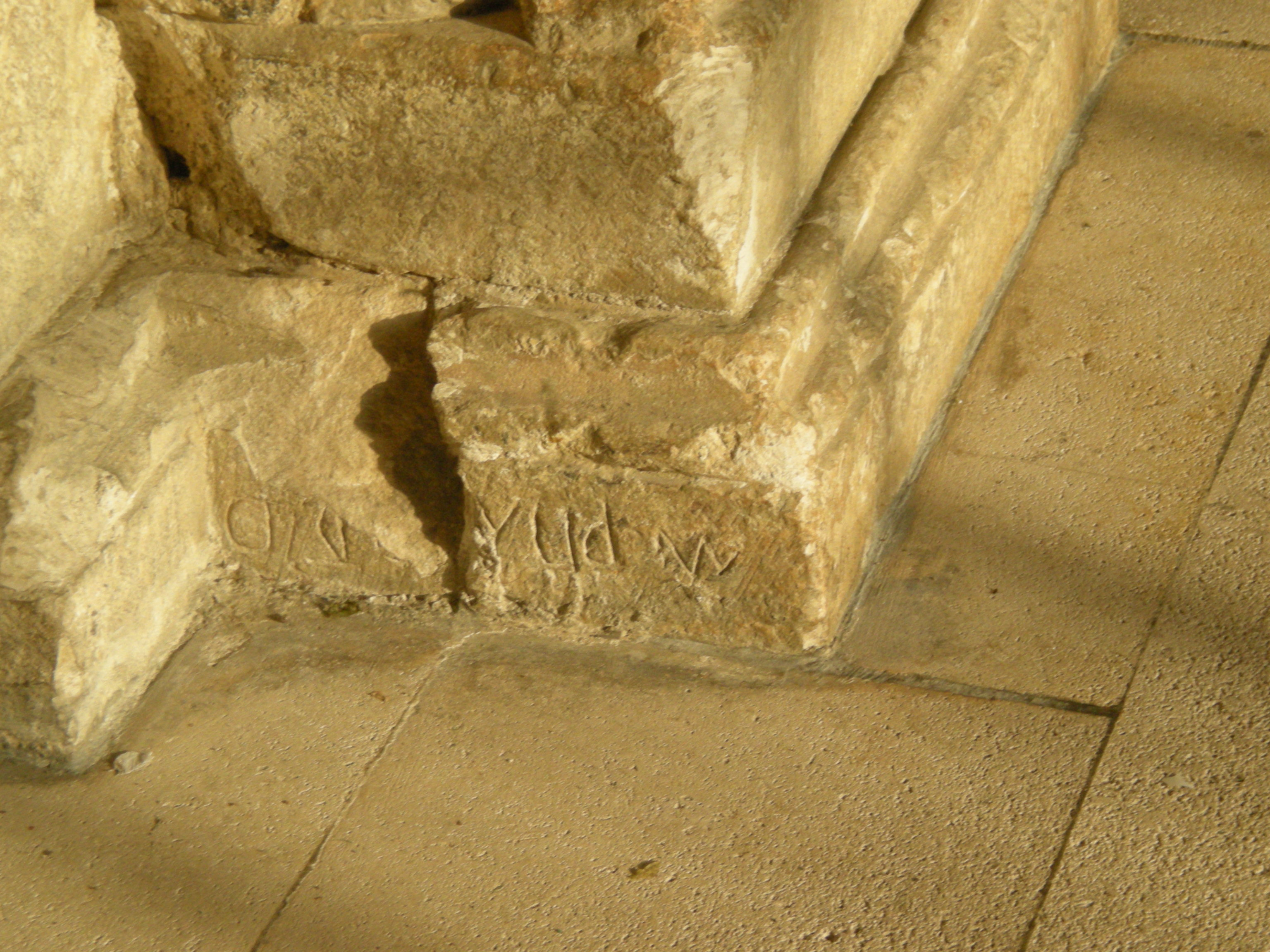
Détail d'une colonne avec une inscription latine provenant du temple romain préexistant de la Bona Dea.
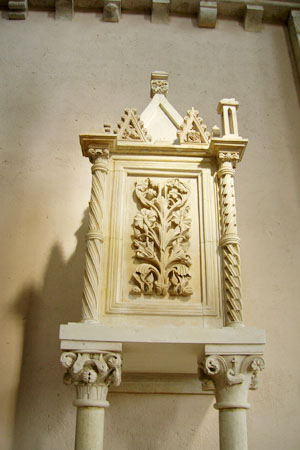
Le tabernacle.
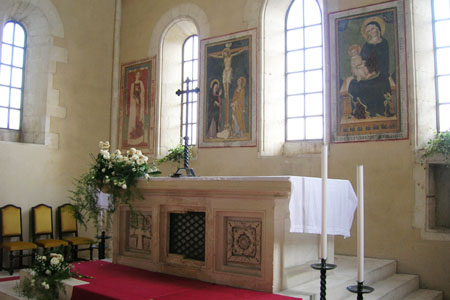
Les fresques d'Antonio Martini di Atri.
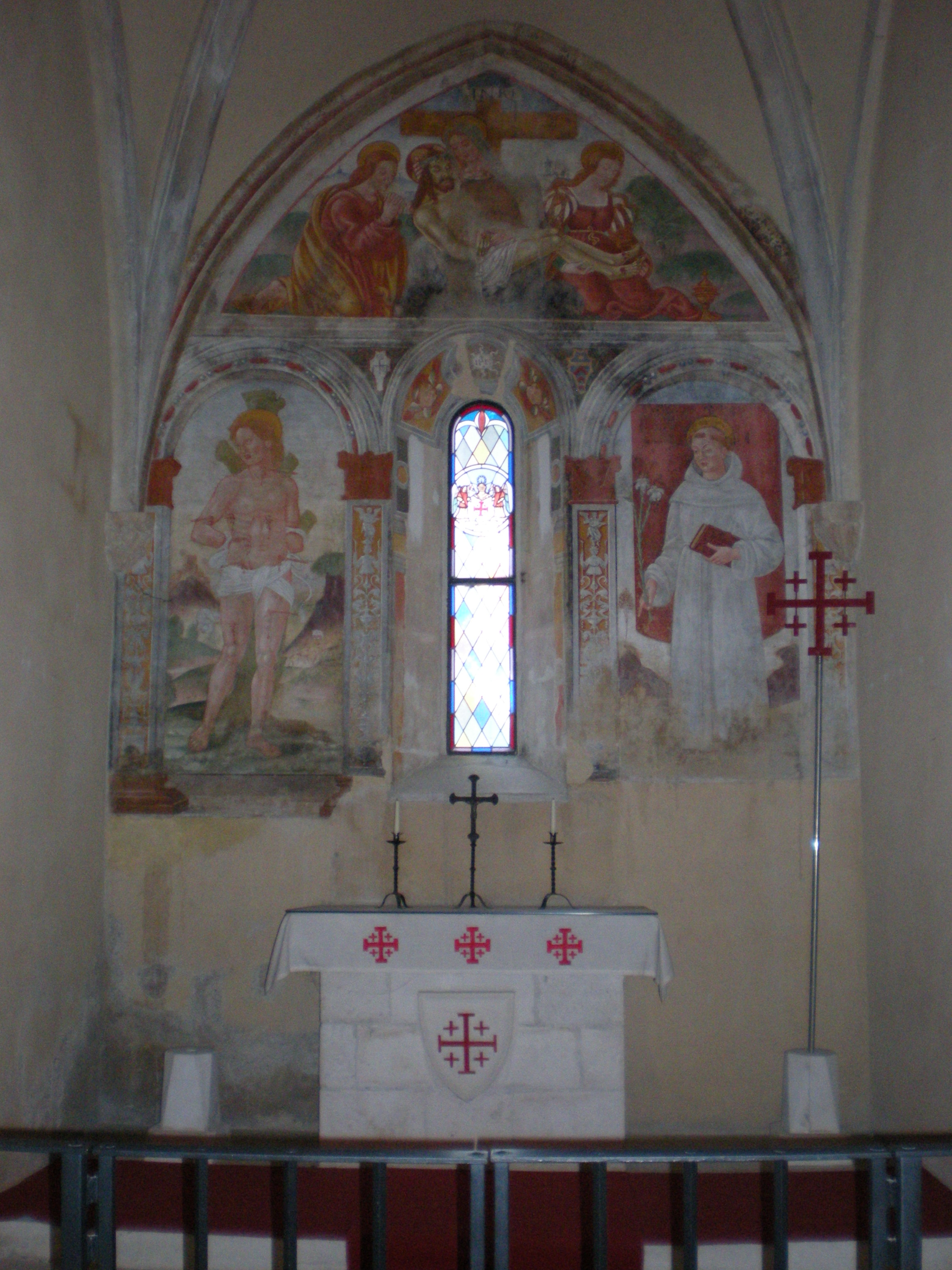
Chapelle de l'ordre équestre du Saint-Sépulcre de Jérusalem.